# Federation Plaza

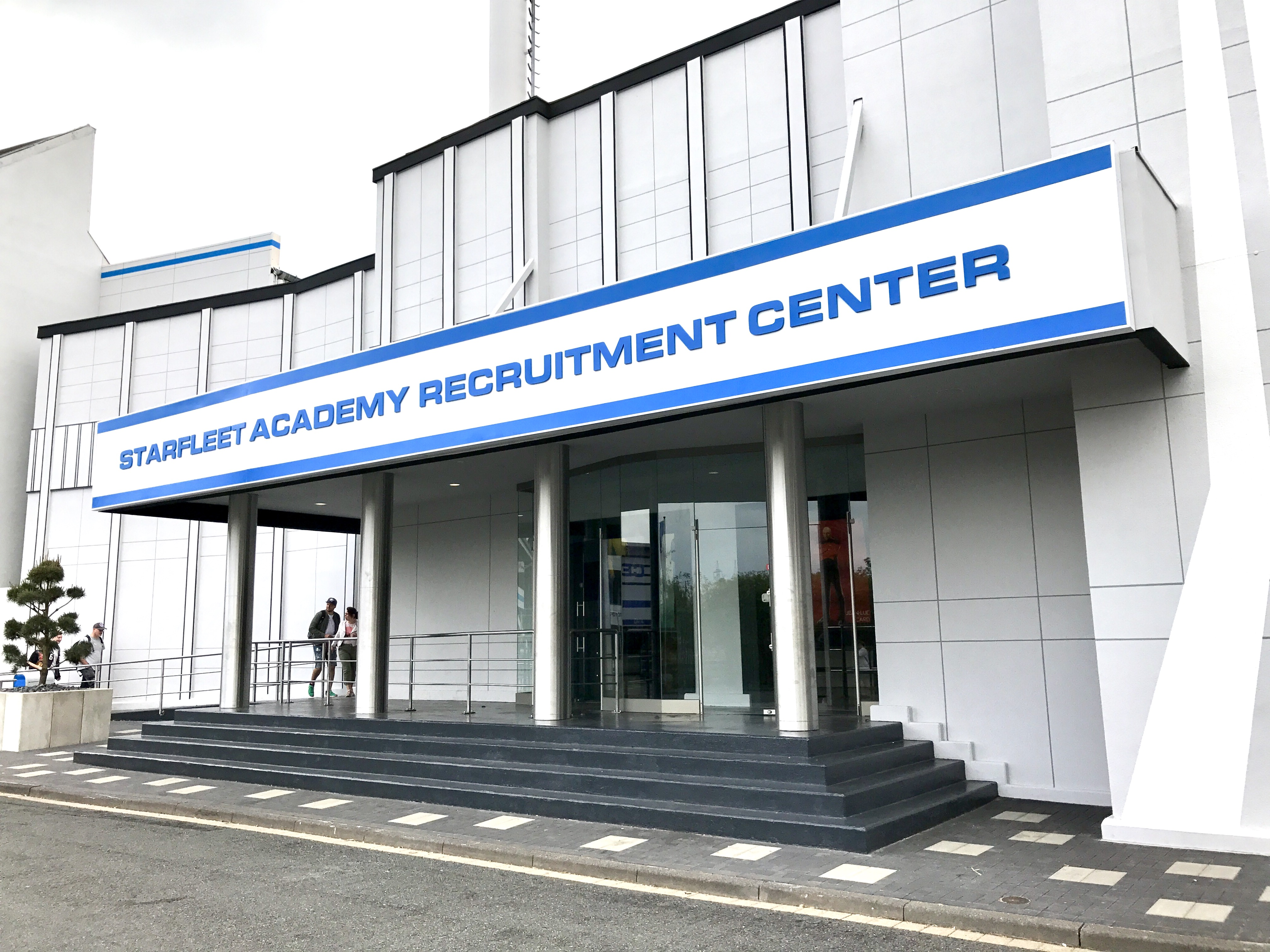
ingang Star Trek: Operation Enterprise

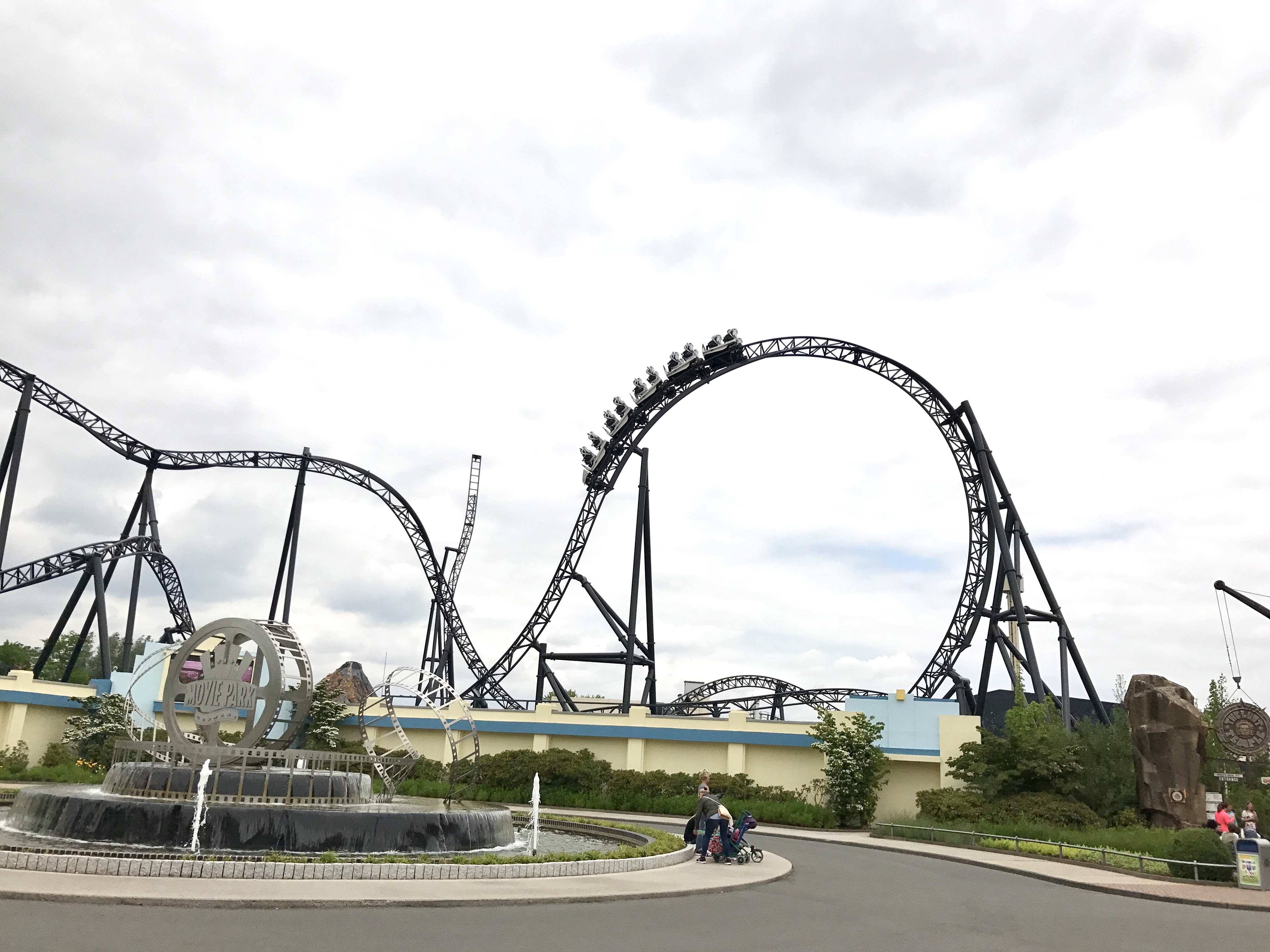
Star Trek: Operation Enterprise

Federation Plaza is een themagebied in het Duitse attractiepark Movie Park Germany. 
Het themagebied bevat 1 achtbaan en 1 winkel. De attractie en thematisering is geïnspireerd op Star Trek: The Next Generation. Het themagebied is in 2017 geopend op de plek waar eerst het themagebied Marienhof stond.
| Naam                            | Omschrijving                                                                                          |
| ------------------------------- | --- |
| Star Trek: Operation Enterprise | stalen lanceerachtbaan volledig gedecoreerd naar de televisieserie Star Trek, geopend op 14 juni 2017 |

Lijst van attracties in Movie Park Germany · Police Academy Stunt Show · afbeeldingen
Huidige attracties: Avatar Air Glider ·
Backyardigans Mission to Mars · The Bandit · Bermuda Triangle - Alien Encounter · Crazy Surfer · Dora's Big River Adventure · Fairy World Spin ·
Ghost Chasers · Jimmy Neutron's Atomic Flyer · MP Xpress · Excalibur - Secrets of the Dark Forest · NYC Transformer · Roxy · Side Kick · SpongeBob Splash Bash · Star Trek: Operation Enterprise · The High Fall · The Lost Temple · Time Riders · Van Helsing's Factory
Voormalige attracties: Batman Adventure · Cop Car Chase · Danny Phantom Ghost Zone · Gremlins Invasion · Ice Age Adventure · Josie's Bath House · Looney Tunes Adventure · Studio Tour · Unendliche Geschichte · Mystery River
Themagebieden: Federation Plaza · Hollywood Street Set · Nickland · Santa Monica Pier · Streets of New York · The Old West